# 八鸽岩街道
八鸽岩街道是中华人民共和国贵州省貴陽市云岩区下辖的一个街道办事处。

## 行政区划
八鸽岩街道下辖以下村级行政区划单位：
省府社区、地矿社区、体育场社区、市北路社区、安云路社区、云岩街社区、北新区路社区、八鸽岩路社区。